# Centre d'Estudis de l'Holocaust i les Minories religioses
El Centre d'Estudis de l'Holocaust i les Minories religioses és un centre d'estudis d'Oslo que treballa principalment dos aspectes: d'una banda l'Holocaust i altres genocidis, i de l'altra la situació de les minories religioses en l'actualitat. El centre vol contribuir a la recerca sobre aquestes qüestions així com a l'educació i la informació a les noves generacions. Compta amb una exposició permanent, un espai per a exposicions temporals i un centre de documentació amb una biblioteca pública.
El Centre d'Estudis de l'Holocaust i les Minories Religioses està situat a Villa Grande, un espai de memòria on durant la Segona Guerra Mundial hi va residir Vidkun Quisling, líder dels col·laboradors noruecs amb el règim nazi. Des del 1942 i fins al final de la Guerra, l'edifici va esdevenir un símbol de l'opressió i la violència en contra de les minories ètniques. Es calcula que uns 800 ciutadans jueus de Noruega van morir a causa de les polítiques d'extermini nazis.